# Ketsen

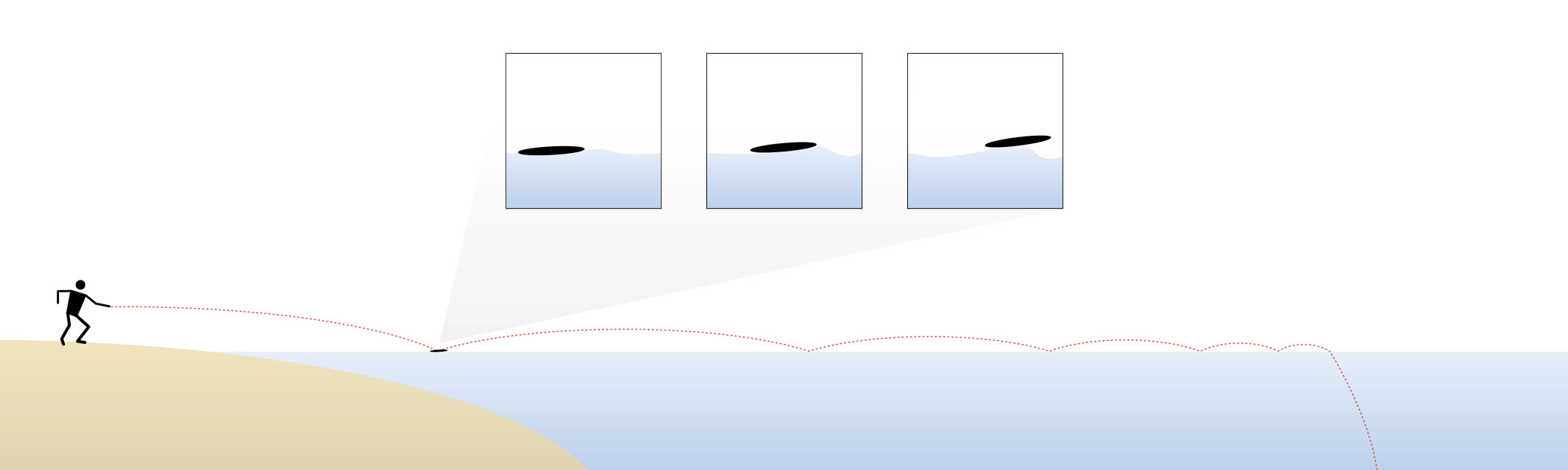
Ketsen

Ketsen is een vorm van tijdverdrijf of sport waarbij men een plat klein steentje met grote vaart op het – meestal open – water gooit en probeert het steentje zo vaak mogelijk te laten "stuiteren" op het water.
Hierbij zijn de hoek op het water, de vaart van het steentje en de draaisnelheid van het steentje belangrijk om het zo vaak mogelijk te laten ketsen.
Ketsen wordt ook wel keilen, kiskassen, pleieren of scheren genoemd. Ook de Romeinen kenden dit spel onder de naam jaculatio testarum

## Kampioenschappen
Sinds 1983 wordt er elk jaar een wereldkampioenschap gehouden op Easdale Island (een van de Slate eilanden) in Schotland. Het record ligt op 88 stuiteringen met een natuurlijke steen.
Op 20 oktober 2012 is het eerste Europees Kampioenschap gehouden aan de Brouwersdam in Nederland. Hierna is het evenement in Vlaardingen en vervolgens in Middelharnis georganiseerd. Met een afstand van 85 meter is Paul Crabtree uit Engeland de eerste Europees Kampioen. Beste vrouw Bertine Riekwel uit Nederland met een afstand van 24 meter.